# Холдер да Силва
Холдер Оканте да Силва (порт. Holder Ocante da Silva; Бисао, 13. јануар 1988) је спринтер и репрезентативац Гвинеје Бисао двоструки учесник Летњих олимпијских игара, чија је специјалност трчање на 100 метара. Члан је Атлетског клуба Бенфика из Лисабона. Национални рекордер је на 100 и 200 метара.

## Значајнији резултати
| Год. | Такмичење                   | Место                        | Пласман | Дисциплина | Резултат | Бел. |
| ---- | --------------------------- | ---------------------------- | ------- | ---------- | -------- | ---- |
| 2006 | Светско јуниорско првенство | Пекинг, Кина                 | 64 ЛР   | 100 м      | 11,01    |      |
| 2007 | Светско првенство           | Осака, Јапан                 | 41      | 100 м      | 10,68    |      |
| 2008 | Олимпијске игре             | Пекинг, Кина                 | 50      | 100 м      | 10,58    |      |
| 2010 | Светско првенство у дворани | Доха, Катар                  | 38      | 60 м       | 7,07     |      |
| 2011 | Светско првенство           | Тегу, Јужна Кореја           | 49      | 200 м      | 21,82    |      |
| 2012 | Светско првенство у дворани | Истанбул, Турска             | 24      | 60 м       | 6,95     |      |
| 2012 | Олимпијске игре             | Лондон, Уједињено Краљевство | 51      | 100 м      | 10,71    |      |
| 2013 | Светско првенство           | Москва, Русија               | 52      | 100 м      | 10,70    |      |

## Лични рекорди
| Дисциплина   | Резултат | Место     | Датум             |
| на отвореном |          |           |                   |
| ------------ | -------- | --------- | ----------------- |
| 100 м        | 10,36    | Саламанка | 8. јул 2009.      |
| 100 м        | 10,36    | Лисабон   | 12. јул 2009.     |
| 200 м        | 21,01    | Саламанка | 8. јул 2009.      |
| у дворани    |          |           |                   |
| 60 м         | 6,80     | Помбал    | 14. фебруар 2009. |
| 200 м        | 2:06,98  |           | 3. фебруар 2008.  |